# 歙县许氏宗祠
參數所指定的目標頁面不存在，建議更正成存在頁面或直接建立下列一個頁面（建立前請先搜尋是否有合適的存在頁面可以取代）：
- 歙县许氏家庙

歙县许氏宗祠“惇睦堂”是一座保存完整的明代许姓祠堂，位于中国安徽省黄山市歙县许村镇金村。它建于1536年（明嘉靖十五年），前后三进，梁柱上面刻绘有大量徽州包袱锦彩绘。2014年宗祠修复前两进。
2019年10月7日，歙县许氏宗祠公布为全国重点文物保护单位。